# Vor
Vor ali Vör je v nordijski mitologiji boginja resnice. V prozni Eddi je bila uvrščena med Aze, sicer pa je bolj ali manj neznana boginja.